# くちなしの花
「くちなしの花」（くちなしのはな）は、渡哲也が1973年8月21日に、ポリドール・レコードから発表したシングル曲。翌1974年にヒットした。

## 解説
- プロデューサーの山口光昭が「海軍特別攻撃隊 遺書」というアルバムを企画した際に集めた遺書の中に、遺稿集「くちなしの花」があった[3]。山口はその詩から受けた感動を忘れられず[3]、花の歌が得意な水木かおるに依頼して[4]本曲を制作した。
- 当初は「今では指輪もまわるほど～」の部分は2コーラス目に入っていたが「ここではもったいない」という遠藤実の意向で1コーラス目の頭に変更になった[4]。
- 遠藤はこの曲を作るにあたり、歌手としては素人の渡の立場を考えて「できるだけこねくり回さず、曲想をシンプルにして、音域を増やさないように心がけた」[4]。

## 概要
- 前作「男の別れ歌」が7,000枚ほどの売れ行きだったため、初回プレスは3,000枚であったが[4]、翌1974年に入ってから有線放送などで徐々にヒット、週間オリコンチャート最高で4位を記録し、90万枚を売り上げる渡最大のヒット曲となった[1]。
- 同曲で1974年末の『第25回NHK紅白歌合戦』に初出場を果たした。1993年の『第44回NHK紅白歌合戦』では2回目の歌唱をした。1982年の『第33回NHK紅白歌合戦』では牧村三枝子が当曲を歌唱した。
- 渡が主演した映画『やくざの墓場 くちなしの花』で同曲が使用されている。
- 渡は本曲がヒットすると思っておらず、石原裕次郎は「この曲が流行ったら銀座を逆立ちしてやる」と言っていた[4][5]。

## 収録曲
両曲共、作詞：水木かおる、作曲：遠藤実、編曲：斉藤恒夫
1. くちなしの花　-（3分30秒）
2. 通りゃんせ仁義　-（3分53秒）